# Jerry Dammers

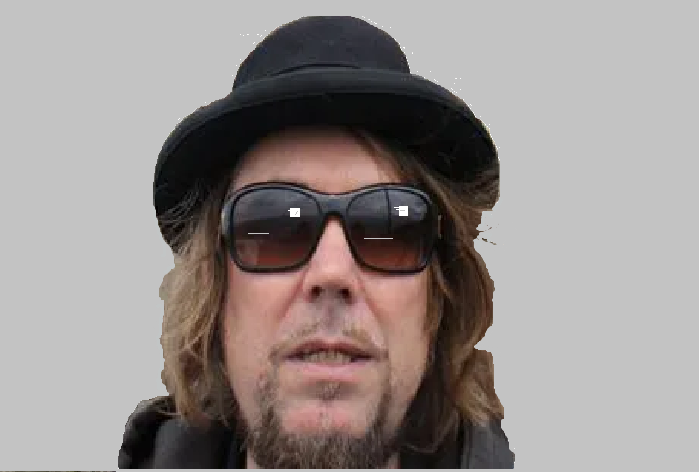
Jerry Dammers (2021)

Jeremy Dammers (* 22. Mai 1955 in Udagamandalam, Tamil Nadu, Indien) ist ein britischer Musiker und Songwriter. Er war der Gründer und Keyboarder der Ska-Band The Specials aus Coventry.

## Leben
1979 gründete Jerry Dammers das Plattenlabel 2 Tone Records, das mit der Veröffentlichung der Specials, Madness, The Selecter und The Beat wesentlich zum Ska-Revival der frühen 1980er-Jahre beitrug.
Er engagiert sich bis heute gegen Rassismus und schrieb unter anderem den Song Free Nelson Mandela zur Freilassung des Anführers des südafrikanischen ANC Nelson Mandela. Er organisierte 1986 das Festival Freedom Beat sowie 1988 das Nelson Mandela 70th Birthday Tribute Concert im Wembley-Stadion. Mit seinem, von ihm geleiteten großformatigen The Spatial A.K.A. Orchestra, das bisher nur die EP Ghost Planet veröffentlichte, trat er in den letzten Jahren auch in Paris und Berlin auf und spielte Musik „von Ska bis Ra“.

## Solo-Diskografie
- Riot City (8:29) – in Absolute Beginners (Songs from the Original Motion Picture) (LP, Virgin V-2386, 1986)
- Solitary Tower (3:50) – auf Monsterism Night (CD, Lo Editions LOCD-22, 2009)
- Free Nelson Mandela (mit den Simple Minds) – auf Nelson Mandela 70th Birthday Tribute (VHS/Secam, CMV Enterprises 49011, 1989)